# چینیاک، آلاسکا
چینیاک (به انگلیسی: Chiniak) شهری در بخش کودیاک آیلند، آلاسکا ایالت آلاسکا است که جمعیت آن در سرشماری سال ۲۰۰۰ میلادی ۵۰ نفر بوده‌است.